# Farnham Maxwell-Lyte
Farnham Maxwell-Lyte  (né le 10 janvier 1828 à Brixham, dans le Devon, en Angleterre, et  mort le 4 mars 1906  à Londres, dans le district de Kensington et Chelsea, en Angleterre est un photographe et alpiniste britannique.
Chimiste de profession, il a appliqué ses connaissances à la photographie. Pyrénéiste, la majorité de ses photographies ont été réalisées dans ces montagnes.

## Biographie
Farnham Maxwell-Lyte est le cinquième et dernier enfant de Henry Francis Lyte et de Anne Maxwell. En 1846, il entre au Christs College à Cambridge et devient ingénieur des mines. En 1851, il épouse Eleanora Julia Bolton (1828-1896). Ils auront cinq enfants.
En 1853, pour raisons de santé, il se rend en France, à Luz dans les Pyrénées. Puis il s’installe à Pau, parmi une importante société anglaise où il rencontre un groupe de photographes comme John Stewart, Jean-Jacques Heilmann et Pierre Langlumé, qu'on appellera le « groupe de Pau ». Certaines de ses photos seront publiées par Louis Désiré Blanquart-Evrard. Il vit en France de 1853 à 1880. En 1854, il est parmi les fondateurs de la Société française de photographie. Il est membre de la Photographic Society of Great-Britain. Ses paysages pyrénéens lui valent une médaille d'argent à Bordeaux en 1859.
En 1864, il fait partie des fondateurs de la société Ramond, installée à Bagnères-de-Bigorre. Contrairement à ce qui est souvent dit, il n’est pas certain qu’il ait participé à la fameuse réunion fondatrice, à l’hôtel des Voyageurs de Gavarnie, où se trouvaient Henry Russell, Charles Packe, Émilien Frossard et ses deux fils. Mais Maxwell-Lyte fut impliqué de près dans cette société, dont il fut vice-président.
C'est à l'initiative de la société Ramond que l'observatoire du Pic du Midi est créé. Maxwell-Lyte effectue lui-même des observations avec une grande lunette astronomique, et réalise la première opération astronomique : les photographies de l'éclipse de soleil du 18 juillet 1860.
Météorologiste, il détermine la température moyenne de Bagnères-de-Bigorre sur deux ans d'observations.
En tant que photographe, Maxwell-Lyte apporte de nombreux perfectionnements à la technique, travaillant avec le collodion et le papier à la cire, et un procédé de son invention qu’il appelle métagélatine et qui est adopté par plusieurs photographes. Il invente aussi une méthode pour insérer dans une photographie de paysage un ciel rapporté, ceci pour pallier les problèmes de sensibilité des plaques au collodion. Il expose souvent ses photographies dans les années 1850-1860 et reçoit plusieurs prix internationaux.
Revenant à son métier d'origine, il achète les sources sulfureuses du Moudang et une mine de sel, les salines de Dax, mais ces entreprises sont des échecs.
Il meurt subitement, à son domicile dans le district de Kensington, à Londres.